# Bellefontaine, Manche

Bellefontaine este o comună în departamentul Manche, Franța. În 1 ianuarie 2018 avea o populație de 141 de locuitori.